# 太極張三豐 (電視劇)
《太極張三豐》是香港麗的電視在1980年製作的武俠劇，共30集。1980年12月15日首播。由於播出時較受歡迎，麗的電視于次年推出該劇續集《遊俠張三豐》。麗的電視的“張三豐”系列，為演員萬梓良早期代表作之一。

## 簡介
太極拳創始人張君寶，原是少林寺一名僧人。後聽從師叔空明勸告，還俗下山拜師學藝。
張君寶下山後，結識豆腐販子常遇春，又拜武師陶石麟為師。君寶與陶石麟之女陶彩衣一往情深。暗戀彩衣已久的霍都王子懷恨在心，處心積慮加害君寶。
陶石麟臨死時，說出了彩衣身世。原來彩衣乃也先王爺之女，原名金麗妮。隨後，君寶巧遇相貌與彩衣幾乎一模一樣，同是也先王爺之女的郡主。很快，也先王爺父女相認，但郡主追求君寶不成，遂妒忌姐姐。
此時正值元朝末年，蒙古統治殘暴不仁。常遇春和農民出身的朱元璋投入明教，預備起事。為對付明教，皇帝下令屠殺五姓漢人。也先王爺力爭保護漢人，奈何霍都勢力太大，而且霍都手下哈赤兒武功深不可測，難以對付。
在空明幫助下，君寶領悟了“以柔制剛”的秘訣。金美妮因愛成恨，利用哈赤兒對付君寶，又設計陷害彩衣。哈赤兒錯將彩衣當作郡主奸污，隨後又殺死空明。彩衣萬念俱灰，自戕而死。君寶忍無可忍，與哈赤兒決斗，終于擊斃惡徒。金美妮仍未得到君寶的愛，難耐寂寞下投海而死。
失去彩衣的君寶心灰意冷，告別了眾人，隱居于武當山，改名張三豐（張三丰），成為一代宗師。

## 演員表
- 萬梓良 飾 張君寶
- 米　雪   飾 陶彩衣（金麗妮）／金美妮
- 曹達華 飾 空明和尚
- 楊澤霖 飾 霍都王子
- 梁舜燕 飾 霍都之母
- 羅　烈 飾 哈赤兒
- 劉國誠 飾 常遇春
- 羅樂林 飾 朱元璋
- 吳　回 飾 陶石麟
- 鮑漢琳 飾 也先王爺
- 高　雄 飾 濟深和尚
- 周麗娟 飾 周芷若／周若[1]
- 麥天恩 飾 高米拉
- 蔣　金 飾 元朝皇帝
- 關偉倫 飾 魏金
- 李壽祺 飾 空靈
- 尹　發 飾 斧本三郎
- 湯錦棠 飾 斧本四郎
- 金　山[2] 飾 馬昆
- 羅淑儀 飾 依莎
- 凌文海 飾 明教教主
- 梁漢威 飾 假明教教主
- 吳　桐 飾 脫脫丞相
- 陸應康 飾 也先王府侍衛
- 區嶽
- 衛嘉平 飾 藥舖老闆
- 田啟文 飾 慧德
- 王一飛[3] 飾 玉器店主